# KiRite
Kirite es una colaboración artística de Yasunori Mitsuda y Masato Kato, el cual mezcla música, arte e historias.
Kirite es una caja que contiene el álbum Kirite de Yasunori Mitsuda, y el libro Five Seasons of Kirite de Masato Kato. Cada canción de Kirite es acompañada de una historia del libro de Kato.

## Canciones
1. "Is Kirite Burning Up?" - 4:25
2. "The Market in Volfinor" - 4:28
3. "Promise with Winds ~ Petals' Whereabouts" - 4:51
4. "The Forest of Lapis Lazuli" - 3:19
5. "The Azure" - 5:27
6. "Scorning Blade" - 3:53
7. "Upon the Melodies of the Moon" - 2:02
8. "Fated Encounter ~ The Fall of Darkness" - 2:58
9. "Nocturne" - 2:33
10. "As Autumn Passes Away" - 3:40
11. "The Snow Howling" - 3:29
12. "Prayer Tree" - 2:10
13. "The Name of Our Hope" - 4:53
14. "Circle of Eternity" - 1:32

## Créditos de producción
- Yasunori Mitsuda: Composición Original
- Yasunori Mitsuda: Programación de Audio
- Junko Kudo: Letras
- Eri Kawai: Letras

## Alineación
- Eri Kawai: Voz, Piano
- Yasunori Mitsuda: Piano
- Haruo Kondo: Gemshorn, Flauta Alto Renacimiento
- Akihisa Tsuboy: Violín
- Tomohiko Kira: Guitarra y Bouzouki
- Hiroshi Watanabe: Bajo
- Kinya Sogawa: Shinobue y Shakuhachi
- Laurie Sogawa: Tin Whistle
- Hidenobu Otsuki: Batería
- Yutaka Odawara: Batería
- Tamao Fujii: Percusión

- Datos: Q2892033